# Agrotis catenuloides
Agrotis catenuloides är en fjärilsart som beskrevs av Smith 1910. Agrotis catenuloides ingår i släktet Agrotis och familjen nattflyn. Inga underarter finns listade i Catalogue of Life.